# Daniele Cinciarini
Daniele Cinciarini (14. Juni 1983 in Cremona, Lombardei) ist ein italienischer Basketballspieler. Als professioneller Spieler war Cinciarini bislang ausschließlich für italienische Vereine aktiv und war 2008 Nationalspieler in der italienischen Herren-Nationalmannschaft. Sein Bruder Andrea Cinciarini ist ebenfalls Nationalspieler.

## Karriere
Cinciarini wurde in den Jugendmannschaften von Victoria Libertas aus Pesaro in der Region Marken ausgebildet und wechselte 2002 zum Drittligisten Fulgor Libertas aus Forlì. Fulgor gewann zwar den Ligapokal der Serie B, verpasste aber den Aufstieg in die Legadue. Für die folgende Saison kehrte Cinciarini aus der Emilia-Romagna nach Marken zurück und schloss sich dem ehemaligen Erstligisten aus Fabriano in der Legadue an. Nachdem Fabriano 2004 noch die Play-offs um den Erstliga-Aufstieg knapp erreichte, dort aber in der ersten Runde ausschied, war man in den folgenden beiden Spielzeiten nicht unter den besten neun Mannschaften der zweiten Liga zu finden. Zur Saison 2006/07 wechselte Cinciarini in die höchste Spielklasse Lega Basket Serie A in die Hauptstadt Rom zu Lottomatica, die sich bereits ein Jahr zuvor die Rechte an Cinciarini gesichert hatten. Hier konnte er sich jedoch nicht durchsetzen und kam als Ergänzungsspieler nur in wenigen Spielen zu Kurzeinsätzen. Die Römer scheiterten in der Play-off-Halbfinalserie um die italienische Meisterschaft am Hauptrundenersten Montepaschi Siena, der anschließend sieben Meistertitel in Folge gewann. Nachdem sich Cinciarini bei Lottomatica nicht hatte durchsetzen können, wechselte er daher für die folgende Saison 2007/08 zum Ligakonkurrenten Angelico aus Biella im Piemont. Nach zwei Play-off-Teilnahmen verpassten die Norditaliener am Saisonende auf dem zwölften Platz 2008 jedoch den erneuten Einzug in die Finalrunde um die Meisterschaft.
Bei Biella gelang dem früheren Jugend- und Juniorennationalspieler sowie Universiade-Teilnehmer Cinciarini sein Durchbruch in der höchsten Spielklasse und er hatte bei einer durchschnittlichen Einsatzzeit von 20 Minuten pro Spiel gut neun Punkte im Schnitt erzielt. Für die Qualifikation zur Endrunde der Basketball-Europameisterschaft 2009 wurde Cinciarini daher auch erstmals im Sommer 2008 in der Herren-Nationalmannschaft eingesetzt. In ihrer Gruppe verpasste der zehnfache EM-Medaillengewinner Italien jedoch die direkte Qualifikation und musste Serbien und Bulgarien den Vortritt lassen. Anschließend wurde Cinciarini für keine wichtigen Nationalmannschaftsspiele mehr berufen, während sein drei Jahre jüngerer Bruder Andrea Cinciarini später in die Nationalmannschaft aufrückte und auch EM-Endrundenteilnehmer war. In der Saison 2008/09 spielte Daniele Cinciarini dann für den italienischen Pokalsieger A.IR aus Avellino in Kampanien. Nachdem er bereits in der EuroLeague 2006/07 für Lottomatica zu einzelnen Einsätzen im höchstrangigen europäischen Vereinswettbewerb gekommen war, spielte er nun auch für den süditalienischen Euroleague-Neuling in der EuroLeague 2008/09, wo dieser bei seiner Premiere nach drei Siegen in zehn Vorrundenspielen ausschied. Auch in der italienischen Meisterschaft verpasste man auf dem elften Rang den erneuten Einzug in die Play-offs um den Titel.
Für die Saison 2009/10 kehrte Cinciarini zu seinem Stammverein aus Pesaro zurück. In der EuroChallenge 2009/10 erreichte Scavolini das Final-Four-Turnier, das in Göttingen ausgetragen wurde. Nach zwei Niederlagen konnte man hier jedoch nur den vierten Platz belegen. In der italienischen Meisterschaft verpasste man auf dem zehnten Platz, den man auch in der folgenden Saison belegte, den erneuten Einzug in die Play-offs. Im Februar 2011 wechselte Cinciarini in seine Geburtsstadt Cremona zu Vanoli-Braga, die am Saisonende den zwölften Platz erreichten. In der Saison 2011/12 erzielte Cinciarini dann erstmals eine zweistellige Punktausbeute im Durchschnitt in der höchsten Spielklasse mit gut zehn Punkten pro Spiel und Cremona erreichte am Saisonende 2012 auf dem zehnten Platz die beste Platzierung seit dem Aufstieg drei Jahre zuvor. Für die Spielzeit 2012/13 wechselte Cinciarini dann zu Sutor Basket aus Montegranaro in den Marken, wo bereits sein Bruder Andrea lange Zeit gespielt hatte. Mit gut 15 Punkten pro Spiel war Cinciarini interner Topscorer seiner Mannschaft, die sich gegenüber dem Vorjahr leicht um zwei Plätze auf den 13. Tabellenplatz verbessern konnte. In der folgenden Saison konnte Cinciarini diese Ausbeute zwar halten, doch es reichte für Sutor Basket nach einer Niederlage am letzten Spieltag in Cremona, wo ein Sieg mit sechs Punkten Unterschied den sicheren Klassenerhalt bedeutet hätte, nur zum letzten Tabellenplatz und sicheren Abstieg, nachdem der regionale Rivale aus Pesaro am letzten Spieltag sein Spiel gewann und Sutor Basket noch überflügelte. Zur folgenden Saison 2014/15 wechselte Cinciarini nach Pistoia in die Toskana zu Giorgio Tesi Basket, die als Vorjahresaufsteiger gleich den Play-off-Einzug geschafft hatten.